# Clan Akamatsu
Pour les articles homonymes, voir Akamatsu (homonymie).

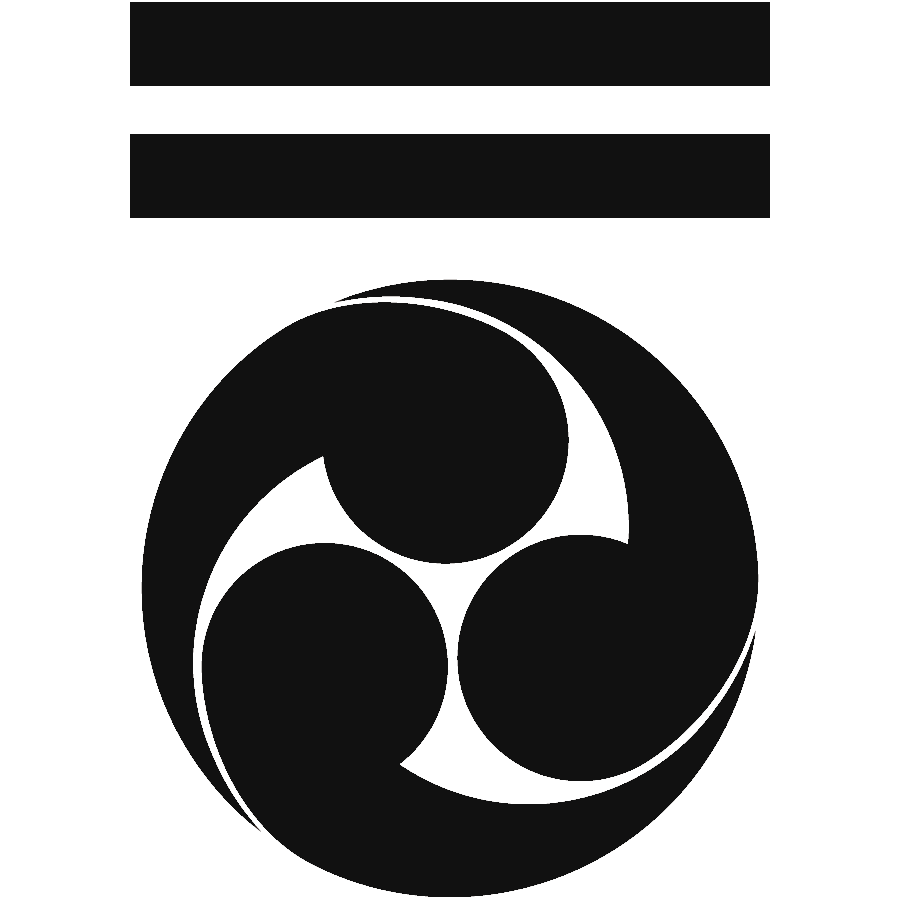
Mon du clan Akamatsu.

Le clan Akamatsu (赤松氏, Akamatsu-shi) est un clan japonais qui se dit descendant de Morifusa Minamoto, appartenant au célèbre clan Minamoto. Le clan Akamatsu a commencé à être un clan important pendant la période Muromachi (1333-1568). Cette prise d'importance est due à Akamatsu Norimura. Celui-ci s'allia à Takauji Ashikaga, en 1336, pour abattre le shogunat de Kamakura et fut fait gouverneur de la province de Harima. Ils perdirent leurs domaines en 1521 à la suite de leur défaite devant leurs rivaux, les guerriers du clan Uragami. Aussi le clan Akamatsu perdit de l'importance pendant la période Sengoku avant de devenir vassal du clan Toyotomi et donc de Hideyoshi Toyotomi.
Lors de la période Muromachi, le clan possédait les provinces d'Harima, de Mimasaka et de Bizen.